# Історія палеонтології

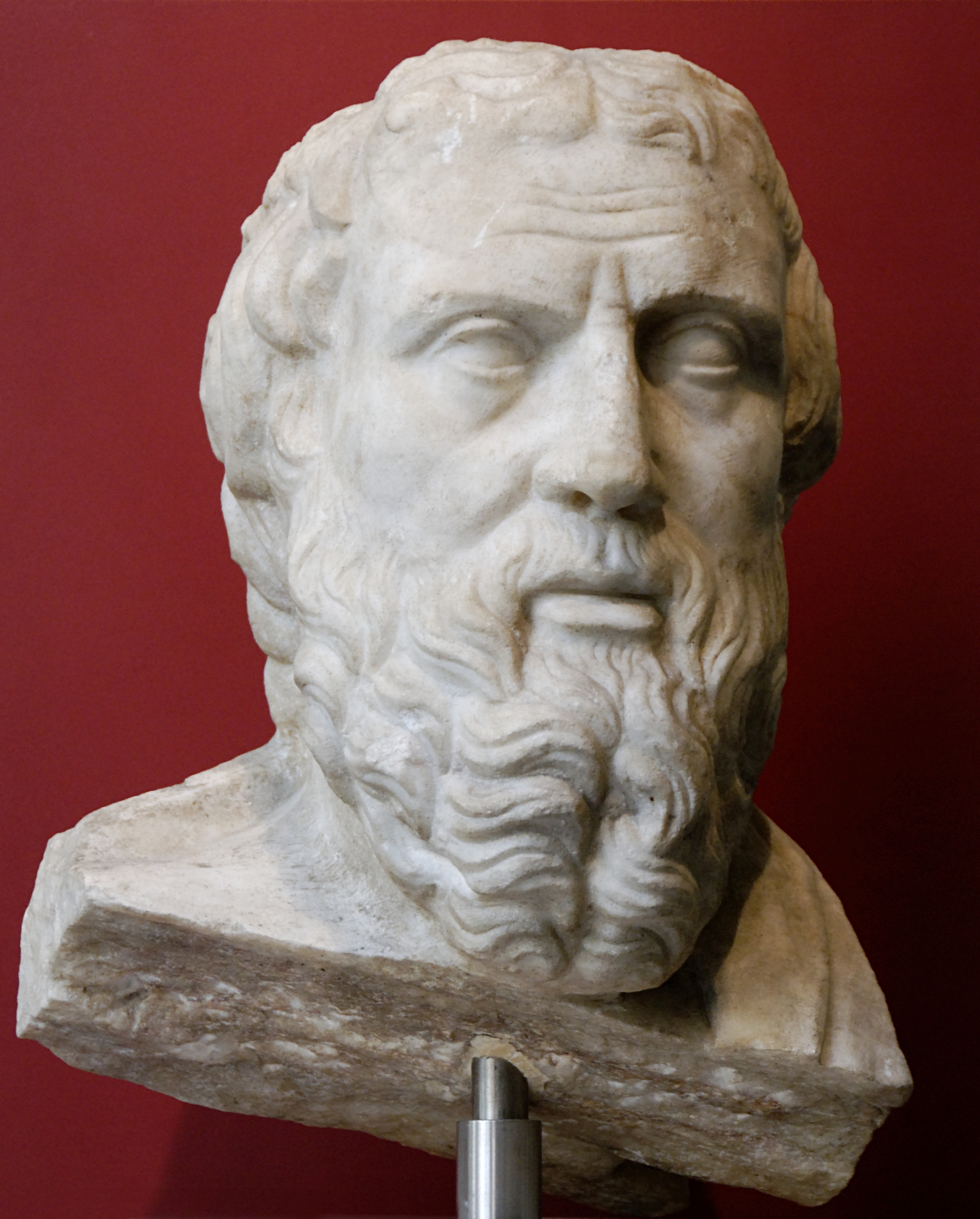
Геродот

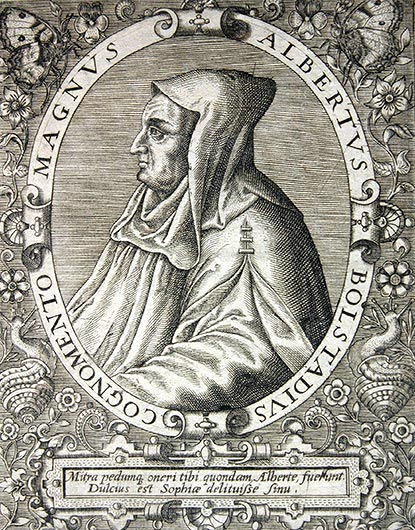
Альберт Великий

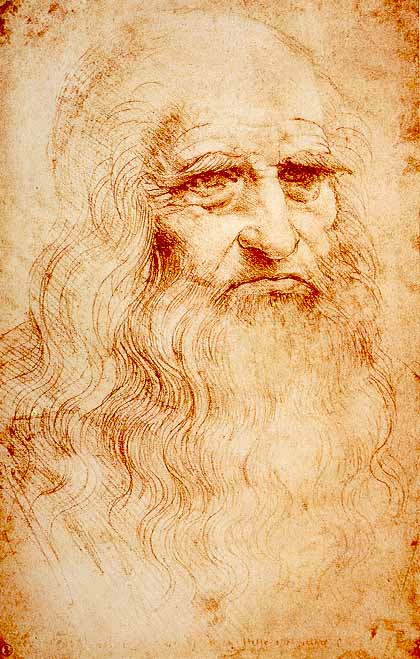
Леонардо да Вінчі, автопортрет

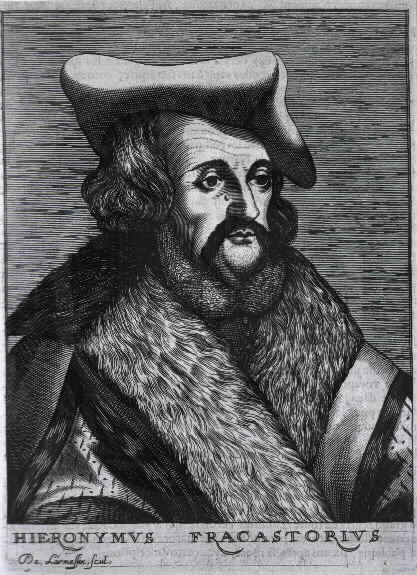
Джироламо Фракасторо

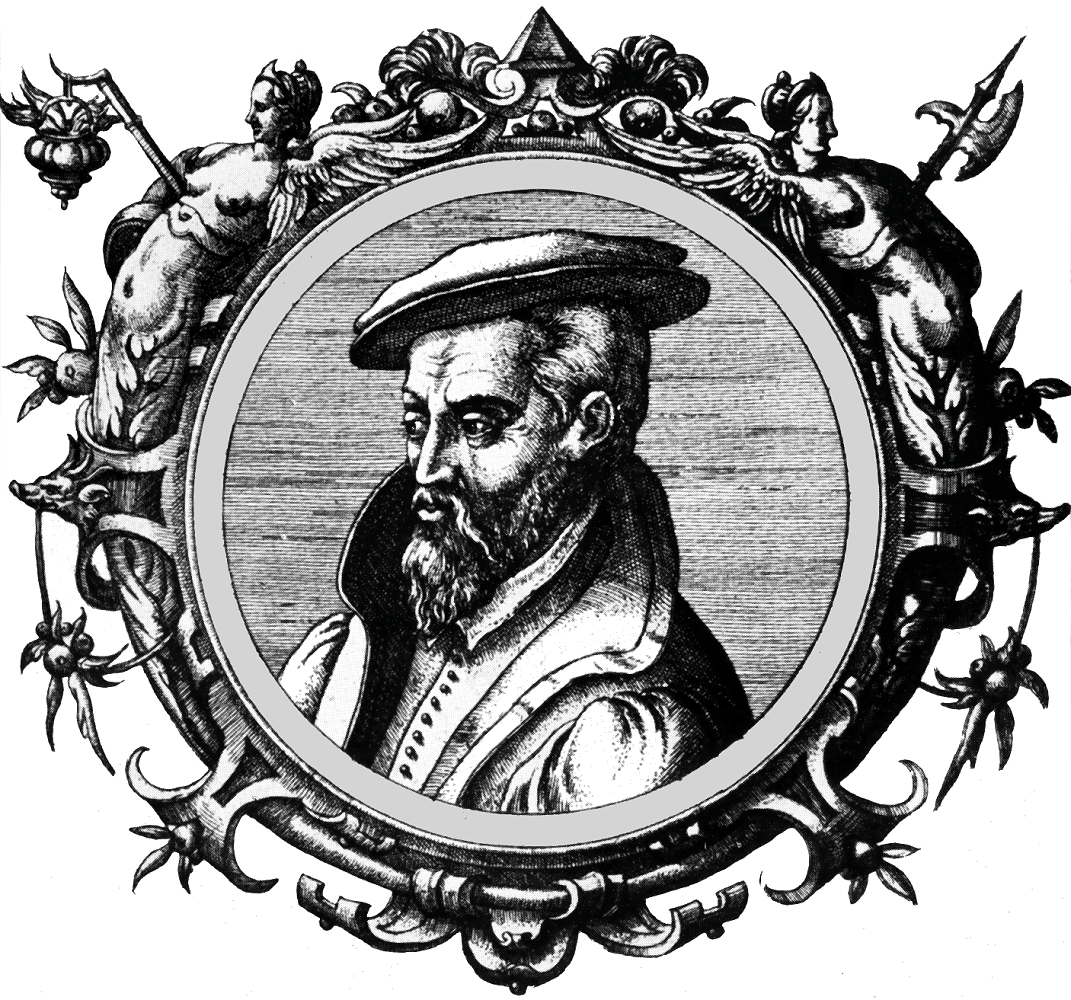
Ґеорґіус Аґрікола

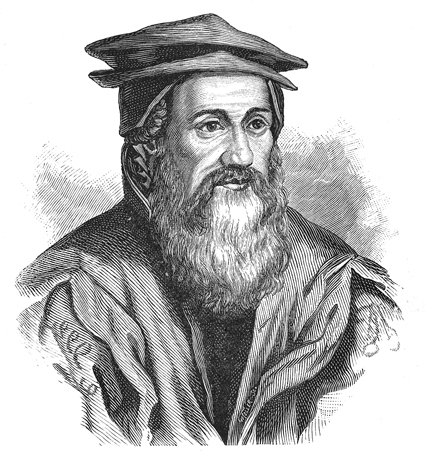
Конрад Геснер

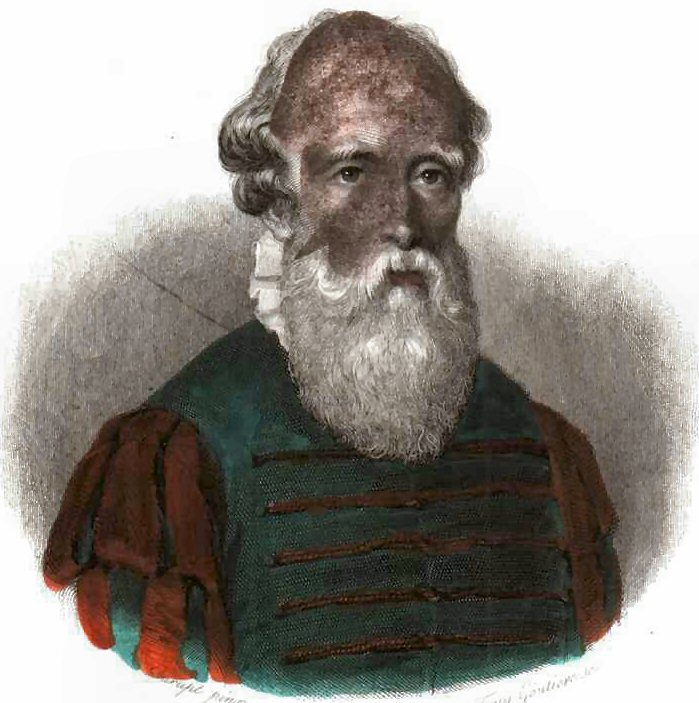
Бернар Паліссі

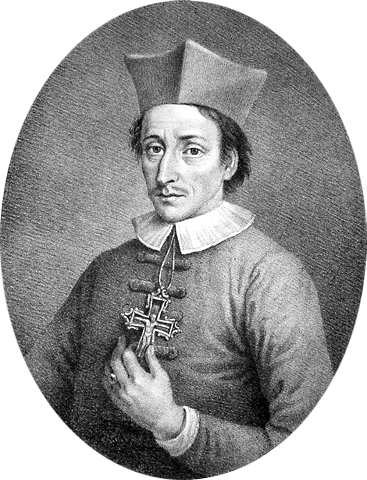
Ніколас Стено

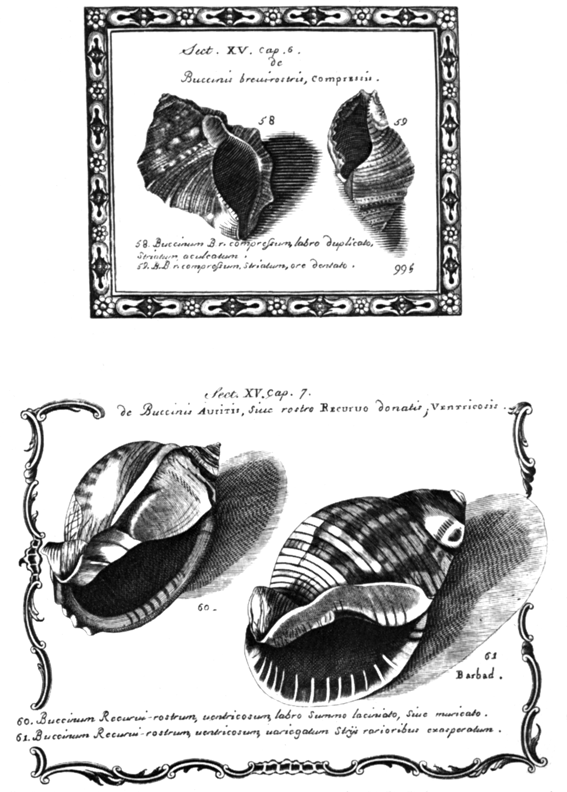
Малюнки Мартіна Лістера

## Розвиток в Давній Час
Виникнення палеонтології як наукової дисципліни пов'язане з початком використання викопних решток для визначення геологічного віку і стратиграфічної паралелізації шарів гірських порід. Проте ще задовго до цього багато мислителів і натуралістів висловлювали ті чи інші судження щодо природи скам'янілостей і їхнього походження.
Ксенофан з Колофона (жив приблизно за 600 років до н. е.) знайшов морські мушлі на пагорбах острова Пароса (Егейський архіпелаг), відбитки листя в породах, розвинених на цьому острові, а також ознаки морського походження порід о. Мальти. Ці явища він пояснював періодичними повенями на суші, які, на його думку, знищували людей і їхні оселі. Ксант із Сарда (близько 500 років до н. е.) звернув увагу на скам'янілі мушлі, які він знаходив у Вірменії, Фригії та Лідії далеко від моря, з цього він зробив висновок, що ті місця, де зустрічаються подібні рештки, були колись зайняті океаном, і що взагалі вода і суша постійно змінювали одна одну на одній і тій же площі. Геродот (близько 500 років до н. е.) відзначив присутність морських раковин в горах Єгипту, і це навело його на думку, що колись ця країна була покрита морем.
Проте деякі мислителі давнини розуміли природу скам'янілостей зовсім інакше. Так, Теофраст (близько 300 років до н. е.) думав, що в гірських породах є так звана пластична сила, яка і викликає утворення скам'янілостей.

## Розвиток в Середні віки
Правильні уявлення про походження скам'янілостей, що належать деяким філософам давнини, не отримали розвитку в епоху панування середньовічної схоластики, і вчені цього часу звичайно дивилися на скам'янілості як на прояви «пластичної сили», або як на «гру природи». Альберт Великий (1193—1280) визнавав існування в землі «формотворчої сили» (virtus formativa), хоча він у той же час допускав, що тварини і рослини можуть тверднути до стану каменя там, де є «каменетворча сила».

## Розвиток в епоху Відродження
В епоху Відродження, коли науки починають стрімко розвиватися, виробляються досконаліші уявлення про природу копалин.
Великий італійський художник і вчений Леонардо да Вінчі (1452—1519) в молодості брав участь в проритті каналів в Північній Італії, і під час цих робіт йому часто доводилося спостерігати скам'янілості в гірських породах. Ці спостереження привели його до висновку, що скам'янілості є рештками морських тварин, що жили на місцях, де тепер зустрічаються їхні рештки. Колись море, на його думку, покривало гори, а річки виносили в море мул, який проникав в порожнини раковин; згодом морське дно перетворилося на сушу. Леонардо да Вінчі правильно пояснював походження скам'янілостей і рішуче відкидав думку інших вчених, згідно з яким скам'янілості виникали в землі під впливом зірок. Італієць Джироламо Фракасторо (народився в 1478 або 1483 р., помер в 1553), познайомившись в 1517 р. з мушлями, знайденими при будівництві цитаделі Сан-Феліче у Вероні, відкинув положення про виникнення скам'янілостей внаслідок дії «пластичної сили», як абсолютно неспроможне. Він заявив, що ці копалини не можуть бути рештками тварин, які загинули при описуваному в Біблії потопі, бо в такому випадку мушлі були б лише прісноводними, а не морськими; крім того, вони були б розсіяні по поверхні землі, а не лежали б глибоко всередині ґрунту.
Трохи інакше розумів походження копалин (скам'янілостей) видатний німецький вчений — лікар, мінералог і металург Г. Бауер, більш широко відомий під ім'ям Аґріколи (1494—1555). Копалинами (fossi1ia) він називав і мінерали і скам'янілості (у цьому йому слідували майже всі вчені двох наступних століть). Агрікола вважав, що скам'янілості, або копалини, що зустрічаються в твердих породах, є утвореннями мінерального походження; мушлі, що містяться в скелях, утворилися внаслідок дії теплоти на жирні і в'язкі речовини. Роги Амона (амоніти), белемніти і глоссопетри (зуби акул), на його думку, виділилися і затверділи з водних розчинів подібно до мармуру, вапняку та деяких рудних мінералів. Що ж до скам'янілих листя, стовбурів дерев, кісток риб, то їм він приписував органічне походження: вони були перетворені на камінь під дією «скаменяючого соку» (succus lapidescens), що міститься у воді. Відомий швейцарський вчений Конрад Геснер (К. Gesner, 1516—1565), який народився в Цюриху і працював у Франції і Швейцарії, автор п'ятитомної «Історії тварин», опублікував першу книгу з малюнками скам'янілостей (1565). Про природу скам'янілостей він висловлювався обережно, допускаючи, що одні з «фігурних каменів» (lapides figurati) представляють скам'янілих тварин, а інші є чисто мінеральними утвореннями. Порівнюючи одні скам'янілості з сонцем, місяцем і зірками, а інші — з рослинами і тваринами, він утримувався від певного судження щодо їхнього походження.
Треба сказати, що серед вчених XVI ст. було дуже широко поширена думка, нібито скам'янілості не мають ніякого відношення до організмів і виникають в пластах гірських порід в результаті дії якоїсь сили, якій давалися різні найменування, іноді при цьому говорили про особливий «сік», що викликає скам'яніння. Такі погляди висловлювали італійські вчені XVl ст. Маттіолі, Фалоппіо, Оліві.
На цьому тлі значні заслуги знаменитого француза Бернара Паліссі (В. Palissy, 1510—1590), гончара за професією, який наприкінці XVI ст. рішуче заявив в Парижі, не побоявшись вчених докторів, що викопні раковини — справжні мушлі, які колись відклалися в море там, де вони тепер зустрічаються. Ці погляди він розвивав в книзі, опублікованій в Парижі в 1580 р. під заголовком: «Дивовижні міркування про природу вод і фонтанів, металів, солей, каменів, земель, вогню і емалей». Він стверджував, що йому вдалося знайти багато таких скам'янілих риб і раковин, які не належать до форм, нині сущих в океані. Погляди Паліссі були визнані єретичними, вони не мали успіху навіть на його батьківщині, де вчені відкидали думку про те, що «фігурні камені», схожі на тварин, можуть бути справжніми рештками організмів.
Знадобилося чимало часу для того, щоб правильне розуміння природи скам'янілостей вкоренилося в науці. Після Леонардо да Вінчі впродовж цілих трьох століть це питання залишалося предметом наукових суперечок. Багато вчених вважали скам'янілості «грою природи». Інші, що визнавали органічне походження копалин, зазвичай вважали, що ці останні залишилися на землі після всесвітнього потопу, про який оповідає біблія.

## Палеонтологія в XVII і XVIII століттях
Данський вчений-анатом Ніколас Стено (N. Steno, 1638—1686), що жив у XVII ст., висловив і обґрунтував положення, дуже важливі для розуміння розвитку земної кори і історії органічного світу. Вивчаючи гірські породи околиць Тоскани в Італії, він прийшов до чудових висновків щодо процесу накопичення опадів і утворення пластів осадових шарів. Стено показав, що мінерали, відкладаючись у воді, розташовувалися горизонтальними шарами. Ці відкладення покривали рештки організмів. Викопні зуби акул, що нерідко зустрічаються в Тоскані, він порівнював із зубами сучасних акул і прийшов до висновку, що всі скам'янілості являють собою рештки організмів. Він розрізняв шість періодів історії тієї ділянки землі, де розташована Тоскана, але ця періодизація не має нічого спільного з періодизацією геологічної історії на підставі вивчення скам'янілостей.
До того ж, запропонована Стено періодизація побудована згідно з послідовністю, що вказується в біблії. Всесвітньому потопу, зокрема, відведено чільне місце. За Стено, він стався в четвертий період, коли вся суша була затоплена і коли з води відкладалися мінерали, які покривали собою органічні рештки, що збереглися до нашого часу у вигляді скам'янілостей.
Не тільки в XVII, а й у XVIII ст., до його середини, багато вчених, які описували скам'янілості і давали їхні зображення, іноді досить хороші, все ще вважали скам'янілості «грою природи», або результатом прояву «пластичної сили», «архітектонічного соку» чи інших факторів, які нібито діють в пластах землі. Так, англійський учений Мартін Лістер (М. Lister, 1638—1712), хороший знавець раковин нині живих молюсків, рішуче висловлювався проти того, що скам'янілості можуть бути рештками якихось тварин. Скам'янілості для Лістера лише схожі на раковини «камені свого роду», що утворилися в гірських породах і «ніколи не були частиною якої-небудь тварини». І все-таки вже протягом XVII ст., особливо ж у другій його половині, виникла досить велика література про скам'янілості. В ряді праць наводилися їхні зображення, іноді дуже хороші, а за подібністю з сучасними організмами — пластинчастозябровими, черевоногими, морськими їжаками тощо — скам'янілостям давали назви, що вказують на таку подібність (наприклад, пектиніти, букциніти тощо). Деякі вчені наблизилися до розуміння зв'язку між викопними формами і гірськими породами різних родів.
Так, Лістер зауважив, що різні скам'янілості характерні для різних порід.
Англієць Е. Луїдіус (Ed. Luidius) у своїй добре ілюстрованій праці про скам'янілості, що зустрічаються у Великій Британії, описав в 1699 р. не менше тисячі видів; і все-таки він виходив з помилкової ідеї виникнення скам'янілостей в землі внаслідок дії якихось випарів ; Швейцарський лікар К. М. Ланг (1670—1741) опублікував в 1708 р. у Венеції «Історію фігурних каменів Швейцарії», що містить на особливих таблицях безліч хороших малюнків скам'янілостей. Походження скам'янілостей він приписував пилоподібним зародкам, що проникають в землю.
При такому стані речей було можливим опублікування в 1726 р. праці німецького вченого, професора І. Б. Берінгера (Joh. Beringer), де, поряд з незаперечними копалинами з черепашкового вапняку Вюрцбурга, були зображені й описані фігурки, виготовлені студентами заради жарту. На великих таблицях зображені не тільки такі «викопні» тварини, як слимаки, комахи, саламандри, жаби, а й фігурки сонця, місяця, зірок і єврейські письмена.
Швейцарський вчений І. Шейхцер (Joh. Scheuchzer, 1672—1733) опублікував в 1702 р. працю, де казав, що «фігурні камені» є результатом гри природи. Пізніше, однак, він писав, що викопні рештки належать організмам, які загинули під час легендарного всесвітнього потопу. В 1726 р. він описав викопний кістяк, який він прийняв за рештки людини, що загинула під час всесвітнього потопу. Ця «людина» — сумний свідок потопу — виявилася величезною саламандрою, яку Кюв'є в честь Шейцхера назвав Andrias scheuchzeri.
До середини XVIII ст. в науці вкоренилося положення, що скам'янілості є рештками організмів, які жили колись, а не є просто «фігурним камінням». Це було важливе досягнення у розвитку знань про скам'янілості.
Після того як було відкинуто ідею про виникнення копалин в гірських породах, ще досить довго існувала інша омана, безглуздість якої була зрозуміла ще Фракасторо, віра в те, що копалини являють собою рештки організмів, які загинули при всесвітньому потопі, описуваному в біблійній казці про потоп і Ноїв ковчег.
У XVIII ст. швидко і з всезростальними темпами збільшується число праць, що містять описи та зображення скам'янілостей. Деякі автори цих книг мало цікавляться питанням про те, як виникли скам'янілості, інші бачать в них рештки тварин, які загинули при потопі, але треті вже розуміють, що оприлюднені ними описи та зображення дають уявлення про організми, що жили в різні часи.
Як приклади великих описових творів з хорошими зображеннями копалин можна згадати монографії німецьких вчених І. Т. Клейна (J. Klein, 1770), П. Байєра (Р. Baier, 17.12; 1730, друге, доповнене видання вийшло в 1757 р.), роботи швейцарців Л. Бурге (L. Bourguet, 1721) та І. Геснера (J. Gessner, 1758). У 1784 р. Буртин (Burtin) опублікував атлас копалин Бельгії. У Франції про копалин тварин та рослини писав в 1718і 1722 рр. А. Жюссьє, а Е. Бертран (Е. Bertrand) створив і випустив в 1763 р. «Словник скам'янілостей». У Нюрнберзі в 1755—1775 рр. було видано чудову чотиритомну працю Г. Кнорра (С. Knorr) і І. Вальха (J. Walch) «Збори пам'яток природи і природна історія скам'янілостей», яка є зведенням всього того, що було тоді відомо про викопні рештки організмів.
Таким чином, в 70-х роках XVIII ст. в Західній Європі вже існувала досить велика описова література про скам'янілості. Викопний матеріал сам по собі представлявся цікавим. Передові вчені розуміли, що він дає уявлення про організми, які колись жили у воді і на суші. Деякі з цих учених розуміли також і те, що тварини, рештки яких збереглися у вигляді скам'янілостей, жили не в один і той же час і що їх не можна вважати загиблими в один і той же момент внаслідок всесвітнього потопу. Далі цього наука тоді не йшла, і серйозних спроб з'ясування відносної давнини шарів земної кори не було. Втім, деякі дослідники досить близько підійшли до розуміння хронологічного значення скам'янілостей.
Якщо в поглядах деяких вчених попередніх століть, наприклад у Стено, ми бачили зачатки історичного підходу до вивчення викопних організмів і порід, що складають земну кору, то великі успіхи в галузі пізнання скам'янілостей в середині XVIII ст. робили майже неминучою постановку питання про час, або про епохи, коли існували ті численні органічні форми, про які свідчили досліджені, описані і зображені скам'янілості.

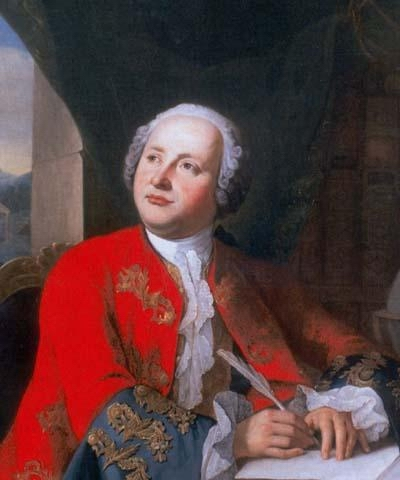
М. В. Ломоносов

З точки зору історії палеонтологічних знань в XVIII ст. особливої уваги заслуговують праці російського вченого М. В. Ломоносова. Він висміює існуючу в його час думку, згідно з якою скам'янілості є «фігурним камінням», а не рештками організмів, які колись жили, — що мушлі в горах і на горах лежать, суть деяка гра роскошния натури, надмірствуюча своїми силами. За його словами, «сміху та презирства варті оні любомудреці, які, бачачи по горах лежать в жахливій безлічі раковини, фігурою, величиною, квітами, струменями, цяточками, і всіма різниця якості і властивостей, якими цих тварин природи між собою різняться, показами характерами, схожість з тими, що живуть в морі і понад те хімічними діями разделімие на такі ж матерії, не соромлячись стверджують, що вони не морські витвори, але свавільної натури легковажні витівки» (Ломоносов, 1949, стор 57 і 58).
Настільки ж нищівній критиці піддає Ломоносов віру в те, що викопні рештки морських тварин опинилися на суші внаслідок всесвітнього потопу, описуваного у відомій біблійній казці. Цей погляд відстоювало багато вчених його часу, за висловом Ломоносова: «письменники не з черні вченого суспільства». Мало того: він підтримувався деякими західноєвропейськими вченими навіть через багато років після смерті Ломоносова, у першій чверті XIX ст. Так, відомий англійський вчений У. Бекленд (W. Buckland) в 1823 р. опублікував свої «Спостереження над органічними рештками, що містяться в печерах, тріщинах і ділювіальном гравії, і над іншими геологічними явищами, що свідчать про дію всесвітнього потопу», де він геологічними даними намагався обґрунтувати біблійну легенду про всесвітній потоп. Такої ж думки деякий час тримався інший англійський геолог, старший сучасник і почасти вчитель Ч. Дарвіна — А. Седжвік (А. Sedgwick).
М. В. Ломоносов ж ще наприкінці 50-х років XVIII ст. показав, що така думка «важливими доказами легко знищується» (Ломоносов, 1949, стор 58). У своїх роботах «Про шари земні», «Перші підстави металургії, або рудних справ», «Слово про народження металів від трясіння землі» і в інших своїх творах М. В. Ломоносов обґрунтував правильне розуміння загальних причин знаходження скам'янілостей в різних місцях на суші і в шарах земної кори, висунув деякі найважливіші проблеми історії органічного світу і вказав шляхи їх вивчення.
Перш за все Ломоносов зумів підмітити той факт, що шари, які налягають один на одного, нерідко відрізняються один від одного самеитими викопними залишками, що містяться в них. Аналіз послідовності шарів привів його до висновку, що «рештки зростаючих речей [рослин] в чорноземі і в гнилому сміттю, а не в крейді містяться, навпаки того в крейді і в піску містяться морських тварин частини, а не в смітті або в чорноземі» (Ломоносов , 1949, стор 30). «Велику безліч, — каже Ломоносов, — по всьому світу знаходять таких і інших різного роду тварин під землею по різних верствах і глибинах» (там само).
Таким чином, Ломоносов ще в середині XVIII ст. наблизився до розуміння зв'язку між скам'янілостями і шарами, що містять їх. Крім того, він безумовно вказував на зв'язок органічних форм з характером осадів, в яких вони зустрічаються і які вказують на тип середовища, де відбувалося накопичення опадів (дно моря, різні ділянки суші тощо). Відомо, що у своїх творах Ломоносов розглядав також проблему походження горючих копалин, зокрема кам'яного вугілля та нафти; утворення цих копалин відбувалося, на думку Ломоносова, за рахунок органічної речовини, головним чином рослин. Примітно і те, що Ломоносов розвивав ідею історичних, безумовно спрямованих змін середовища, в якому жили викопні організми. Так, він вважав, що колись світовий океан був прісноводним і що потім відбувалося його осолоніння. «Оний час, — говорив він, — був незрівнянно довшим, в якому моря стояли ще не солона, ніж ті, в які ону на себе взяли» (Ломоносов, 1949, стор 80, 81). Ломоносов визнавав певним чином спрямований розвиток земної кори та гідросфери, зокрема морського середовища і найважливіших, з точки зору біологічної, її умов.

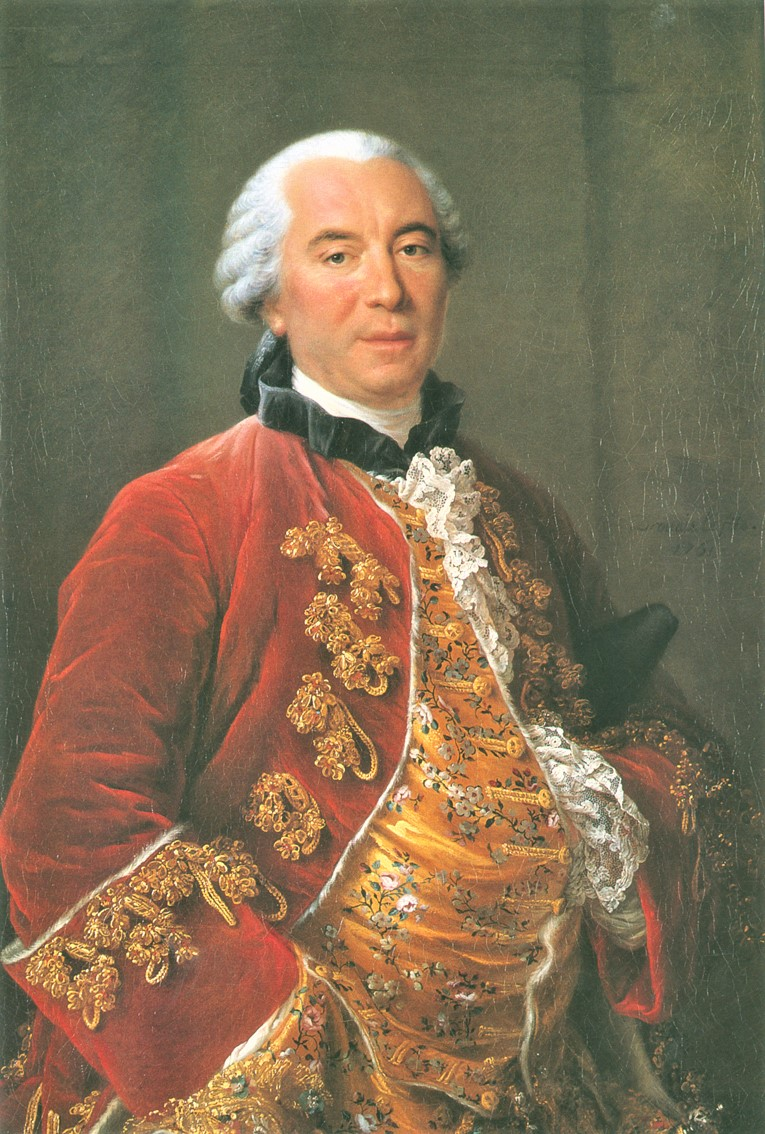
Жорж-Луї Леклерк де Бюффон

Знаменитий французький натураліст Ж. Бюффон (G.-L. Clerc de Buffon, 1707—1788) намагався намітити основні етапи історії землі та її поверхні. Він розрізняє сім епох в історії нашої планети. Ця хронологія не була заснована на аналізі викопного матеріалу, який був відомий уже при Бюффоні, але все ж являла собою значне явище у розвитку наукової думки. В працях Бюффона містяться важливі узагальнення та передові для того часу ідеї, що стосуються органічного світу минулих часів. В 1749 р. була опублікована його «Теорія землі», а пізніше, в 1778 р., «Епохи природи», німецький переклад яких вийшов в Петербурзі в 1781 р. Бюффон рішуче відкинув навіяну священним писанням віру в те, що скам'янілості являють собою рештки загиблих під час всесвітнього потопу організмів. Цю ділювіальну гіпотезу він піддав ґрунтовній науковій критиці, яку можна назвати нищівною. Велика кількість і різноманітність скам'янілостей, за його словами, роблять неприпустимим припущення, нібито тварини, від яких збереглися ці залишки, жили всі в один і той же час. Викопні раковини морських тварин зустрічаються у величезних кількостях в дуже численних місцях. Це доводить, що вони не могли бути перенесені з моря на сушу, до місць їх теперішнього залягання, водами всесвітнього потопу. Якщо б ці раковини були винесені на сушу потопом або повінню, то вони залишилися б в основному на поверхні землі і не могли б захоронятися на великих глибинах, і ми не знаходили б їх у твердих гірських породах на глибині 700—800 футів. Уже в «Теорії землі», а потім і в пізнішому своєму творі «Епохи землі» Бюффон висував і обґрунтовував те положення, що деякі скам'янілості належать видам, відсутнім в нинішньому органічному світі, вимерлим. Так, різні «роги Амона» (амоніти), які сильно відрізняються одні від інших за величиною, товщиною і по жолобках на раковині, належать, стверджував Бюффон, численним видам, які абсолютно всі загинули і нині не існують. Белемніти, за його словами, також цілком вимерли.
В інших групах органічних форм теж є вимерлі види. Примітно, що Бюффон говорить про принципову можливість розрізняти серед викопних форм древніші і новіші, про те, що тепер розуміється як геологічна різновіковість викопних організмів. «Треба думати, — писав він в „Епохах природи“, що мушлі і інші морські витвори, що знаходяться на великих висотах над сучасним рівнем морів, представляють найдавніші види природи; для природної історії було б важливо зібрати достатньо велику кількість цих морських витворів, що зустрічаються на цій найбільшій висоті, і потім порівняти їх з такими ж витворами, що знаходяться в місцях, розташованих нижче. Ми впевнені в тому, що мушлі, з яких складені наші пагорби, частково належать невідомим видам, тобто видам, живих аналогів яких ми не знаємо ні в одному з морів. Якщо коли-небудь будуть проведені збори таких скам'янілостей на самих піднесених точках гір, то, мабуть, буде можливо скласти уявлення про більшу чи меншу давнину одних видів у порівнянні з іншими» (Бюффон, 1833, стор 407).
Таким чином, Бюффон впритул підійшов до задачі використання скам'янілостей для встановлення хронології в історії землі, він, однак, не знайшов шляху до вирішення цього завдання, від якого залежало створення двох нових наук: палеонтології та історичної геології.
Трохи інакше підійшов до тієї ж проблеми інший французький вчений XVIII ст. абат Ж. Сулаві (J. Soulavie). В 1780—1784 рр. він випустив велику монографію «Природна історія Південної Франції». Вивчаючи гірські породи, розвинені в Віваре, Веле, Оверні і Провансі, він намагався з'ясувати хронологічну послідовність вулканічних вивержень і пластів осадових порід. У Віваре він розрізняв, знизу вгору, таку серію основних геологічних утворень:
1. Найдавніший граніт;
2. Найдавніший вапняк із залишками вимерлих тварин (амонітів, белемнітів, ортоцератитів тощо);
3. Вторинний вапняк, що містить як вимерлі форми, так і скам'янілості, схожі на форми, що продовжують жити досі;
4. Вторинний граніт, що складається із зцементованих уламків первозданного граніту;
5. Вапняк з двостулками і равликами, нащадки яких продовжують жити в найближчих морях;
6. Галькові відкладення з прісноводними мушлями і кістками наземних тварин;
7. Вулканічні породи різного віку.

Це була чудова для тієї епохи спроба використання скам'янілостей для встановлення відносної давнини гірських порід, для геологічної хронології, хоча за точністю своїх спостережень і обґрунтованістю висновків Сулаві поступався деяким найкращим дослідникам свого часу. Сулаві намагався узгодити свої висновки зі священним писанням і вченням католицької церкви, що не могло не знижувати наукового значення його праць. Цікаво, що розгляд скам'янілостей із сланців і вапняків різного віку призвело Сулаві до ідеї прогресу в історії органічного світу. Природа, на його думку, все більше і більше ускладнювала родини органічних створінь і після відносно простих форм виробляла все більш і досконаліші. Це, втім, ще не дає нам підстав зараховувати Сулаві до поборників трансформізму.

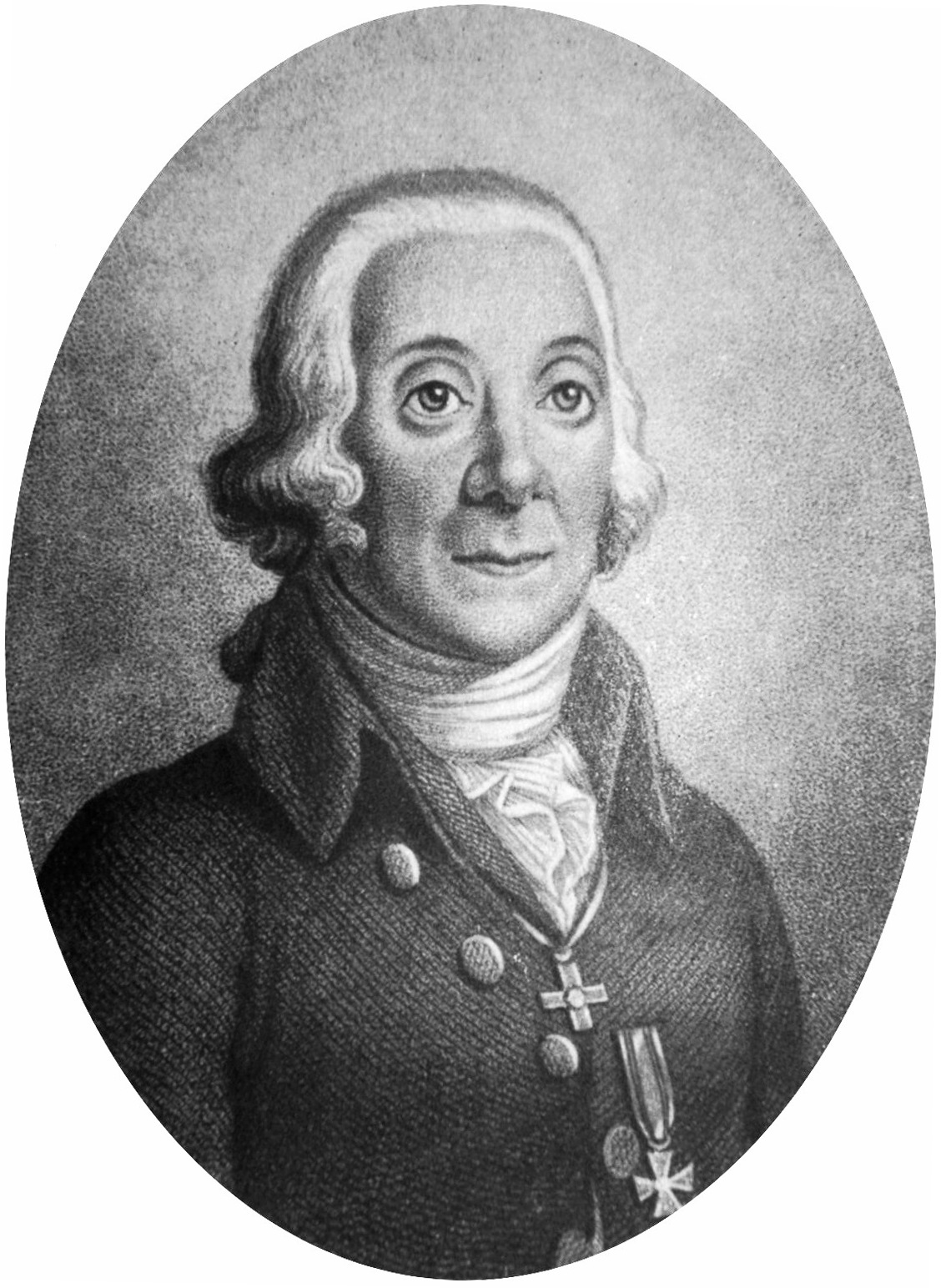
Петер Симон Паллас

Німецький учений Г. Фюксель (1722—1773) у праці, присвяченій формаціям, розвиненим в Тюрінгії, і значенням їх вивчення для історії суші і морів, розрізняв в цьому районі дев'ять формацій або товщ, які нині відносяться до перму і тріасу. Для деяких з цих товщ він вказував характерні для них скам'янілості. Шари, що містять рештки наземних рослин і тварин суші, він протиставляв верствам, в яких зустрічаються рештки лише морських організмів. Велику роль у розвитку науки зіграли праці петербурзького академіка П. С. Палласа (1741—1811), а особливо подорож до Східної Росії та в Сибір, в 1768—1774 рр. Тритомна праця, присвячена результатам цієї експедиції, дала величезну кількість нового матеріалу про природу і населення відвіданих ним областей і, зокрема, цінні відомості про геологічну будову цих останніх.
Вивчення умов залягання шарів привело його до висновків про відносний вік гірських порід. Паллас звернув увагу на рештки мамутів, носорогів та інших великих ссавців, а масове перебування їх в Сибіру намагався пояснити тим, що при виникненні вулканів в морях, розташованих на південь від Азії, океанічні води кинулися від екватора до полюсів і захопили з собою з Індії рослини і тварин; рештки цих організмів і збереглися дотепер у наносах Сибірської рівнини. Ця наївна гіпотеза навряд чи може бути визнана такою, що стоїть на рівні поглядів передових вчених того часу, але все ж є ближчою до наукового пояснення фактів, ніж біблійна легенда про потоп, яку деякі дослідники природи наполегливо відстоювали не тільки в той час, але навіть пізніше.
Треба сказати, що цікаві думки про значення копалин для вивчення товщ відкладів містяться в роботах також багатьох інших вчених того часу, які до того ж вказували, які скам'янілості зустрічаються в тих чи інших досліджених ними формаціях.
Таким чином, наприкінці XVIII ст. перед наукою як один з чергових питань постало питання про використання скам'янілостей для вивчення геологічних утворень і перш за все для хронології виникнення цих останніх. Дослідження, які проводилися в Західній Європі та Росії, підготували ґрунт для створення двох наук: палеонтології та історичної геології.